# Бірючово (Бокситогорський район)
Бірючово (рос. Бирючово) — присілок Бокситогорського району Ленінградської області Росії. Входить до складу Климовського сільського поселення.
Населення — 20 осіб (2012 рік).

## Населення
| 2007 | 2010 | 2017 |
| ---- | ---- | ---- |
| 12   | ↗43  | ↘26  |